# Сусрети у пивничком пољу
Сусрети у пивничком пољу (свк. Stretnutie v pivnickom poli) је међународни фестивал певача – солиста словачких изворних песама.

## Историјат
Фестивал је основан 1966. године, од када се одржава сваке године у другој половини јануара у месту Пивнице. Циљ фестивала је очување, неговање и архивирање изворних словачких песама. Фестивал има такмичарски карактер а на њему учествују пре свега млади људи – неафирмисани певачи из словачких средина у Србији.
Почетком 21. века фестивал је добио међународни карактер, пошто на њему учествују и солисти из Румуније, Хрватске и Мађарске. Значај фестивала је и у томе, што се у многим местима одржавају локална такмичења (Кисач, Бачки Петровац, Ковачица, Падина, Стара Пазова, Пивнице...) са којих два најбоља певача одлазе на фестивал „Сусрети у пивничком пољу“ и представљају своју средину.

Након фестивала певачи који су извели награђене песме, снимају их у студију уз пратњу народног оркестра Радио Новог Сада и на тај начин обогаћују фонотеку радија. Фестивал је значајан и по томе што подстиче уметничке руководиоце у даљем раду са певачким али и музичким ансамблима у разним словачким срединама.